# 永恒轮回
永恆循環（德語：Ewige Wiederkunft，也譯為永恆輪轉、永恆重現、永劫回歸）是指一種假定宇宙會不斷以完全相同的形式循環的觀念，而且這種循環的次數不可理解，也無法預測。

## 历史发展
永恆輪迴的觀念发源於古埃及時代，也是印度哲学的重要部分，在印度教和佛教中表现为轮回理论。
在古希腊，畢氏學派和斯多葛學派等也接受和发展了类似观点。
一些中美洲文明（如玛雅和阿茲特克）也将轮回视为其哲学和宗教中的核心观念。
在西方，随着古典文明的沒落及基督教的崛起，永恒轮回的觀念被基督教神学世界观所取代，即世界始于耶和华创世，并终于最后审判后归于时间上无尽的天国。19世纪中期，欧洲物理学家认为如果时空无限，则相同形式的物质必然无限次重复。叔本华在其著作中发展了这一观点，但仅视之为物理概念，即物质以同一形式反复出现于循环性的时间。尼采对永恒轮回的概念进行了哲学反思，从而使这一概念再度复兴于西方哲学。

## 斯多葛學派
斯多葛學派認為宇宙中所有事件曾在過去以同樣的形式出現無數次，未來也會如此，每個循環最後會復歸於火（conflagration），之後再繼續循環不已。

## 尼采
據尼采所說，他第一次獲得這個概念是在1881年的8月間在高山的森林中散步時，他承認他是受到赫拉克利特的變化理論的影響。他稱其為「虛無主義的最極端形式」，但也是超克虛無主義的方法。
以下是在他的著作中對此的描述：

「萬物方來，萬物方去，永遠的轉著存在的輪子。萬物方生，萬物方死，存在的時間永遠的運行。離而相合，存在之環，永遠地忠實於自己每一剎那都有生存開始，『那裡』的球繞著每一個『這裡』而旋轉，中心是無所不在的，永恆之路是曲折的。」

「你們是永遠的存在著！永遠愛世界！而且向世界痛苦說：『去吧！但是還要回來！』因為，一切的快樂要求永恆。」
「十字架上的上帝是對生命的詛咒，一個由生命尋找救贖的路標。酒神被斬成碎片是對生命的承諾：他會由毀滅中再生與回歸。」

尼采認為永恆輪迴是他的「所有假說中最科學的」，雖然事實上並不科學。前提如下：宇宙間的能量是不滅的，而時間是無限的，有限的力在無限的時間中運行，必定能重複出現。但實際上這種機率是近乎零的，這使得他的永恆輪迴說缺乏科學上的根據。考夫曼對此的評論是：「永恆輪迴對尼采而言是一個觀念的成分小於一種體驗……他對自己第一次有這種體驗說得很多，因為對他而言那是一個拯救了其生命的時刻。」

## 彭加勒
但也確有一種非常類似但較科學的輪迴觀。
法國科學家和哲學家彭加勒論證了「龐加萊復現定理」（Poincaré recurrence theorem），在如果有足夠的時間，一個力學系統可以回復到初始狀態附近，但和尼采的問題同樣是已知宇宙的年齡和壽命可能沒有他想像的長，而且若宇宙乎合遍歷性，其軌跡永遠不會重覆。